# Bluszcz kanaryjski
Bluszcz kanaryjski (Hedera canariensis) – gatunek pnącza z rodziny araliowatych (Araliaceae). Występuje na Wyspach Kanaryjskich, Maderze, Azorach, w północnej Afryce po Tunezję na wschodzie oraz w Portugalii.

## Morfologia
ŁodygaPnącze i roślina płożąca. Na młodych, zwykle czerwonawych łodygach włoski tarczkowate i częściowo promieniste z 10–20 promieniami (u bluszczu pospolitego włoski są gwiazdkowate z mniejszą od 10 liczbą promieni).
LiścieBłyszcząco zielone do 15 cm szerokości, ogonki liściowe zaczerwienione. Na pędach płonnych liście ze słabo wyraźnymi klapami, szerokie, na pędach kwitnących wąskie i zwykle całkowite.
KwiatyDrobne, zielonkawożółte.
OwocPestkowiec, po dojrzeniu czarny.

## Zmienność
W uprawie znajduje się kilka kultywarów. Popularną rośliną doniczkową jest odmiana 'Gloire de Marengo' z liśćmi nieregularnie biało obrzeżonymi i pstrokatymi.

## Zastosowanie
W krajach o łagodnym, morskim klimacie stosowany jako roślina okrywowa i pnąca. W Polsce nadaje się tylko do uprawy szklarniowej lub jako roślina doniczkowa.